# Paul Sauvé
Joseph-Mignault-Paul Sauvé (ur. 24 marca 1907 w Saint-Benoît, zm. 2 stycznia 1960 w Saint-Eustache) – kanadyjski polityk, premier prowincji Quebec z ramienia Unii Narodowej.

## Życiorys
Ojciec jego Arthur Sauvé był znanym dziennikarzem. Paul Sauvé ukończył studia na Uniwersytecie Montrealskim, wydział prawa. W 1930 rozpoczął praktykę. Od 1931 był porucznikiem rezerwy. Zmobilizowany w 1939. Awansowany do kapitana dowodził kompanią. W 1941 organizował szkołę oficerską w Saint-Hyacinthe, a w 1942 akademię wojenną w Furnham. W 1944 wziął udział w lądowaniu w Normandii. Awansowany na podpułkownika w 1944 dowodził oddziałem fizylierów. Od zakończenia wojny do 1947 był szefem sztabu 10 Brygady Piechoty. Otrzymał liczne odznaczenia wojenne.
Zaangażował się w politykę w 1930, kiedy to pierwszy raz wystartował w wyborach do Zgromadzenia Narodowego Quebecu z ramienia Konserwatywnej Partii Quebecu. Był jednym z założycieli Unii Narodowej. Po zwycięstwie swej partii wszedł do rządu Maurice Duplessisa, w którym dzierżył tekę ministra młodzieży i polityki socjalnej. Mimo sprawowania podrzędnej funkcji ministerialnej uważany był za prawa rękę premiera i jego najbliższego współpracownika. Po śmierci Duplessisa objął po nim kierownictwo partii i premierostwo. Spodziewano się po nim kontynuacji polityki wielkiego poprzednika, Sauvé jednak, już od pierwszego dnia urzędowania, zapowiedział poważne zmiany w polityce rządu. Zapowiedział zajęcie się wieloma problemami dotychczas pomijanymi lub ignorowanymi. Ukuł powiedzenie, które często powtarzane przez niego stało się sloganem – Désormais, po polsku – „Od tego momentu”. Co miało symbolizować nie tylko różnicę w polityce, lecz także ogólną zmianę atmosfery społecznej. Ambitne plany premiera zostały przerwane jego niespodziewaną śmiercią 2 stycznia 1960, w zaledwie 114 dni po objęciu urzędu. Okres ten w historii Quebecu nazywany jest często przez historyków jako „sto dni Sauvé”, przez analogię do stu dni Napoleona, jako okres niezwykle burzliwy i niosący wielkie nadzieje, lecz nie pozostawiający wielkich skutków.
Śmierć Sauvé spowodowała chaos w partii, co utorowało drogę do powrotu liberałów do władzy.